# Pixelfed
Pixelfed（ピクセルフェッド）とは、自由かつオープンソースの写真共有ソーシャル・ネットワーキング・サービスである。このプラットフォームは電子メール・プロバイダとほぼ同等の分散型アーキテクチャを使用しており、ユーザーデータは1つの中央サーバに保存されない。PixelfedはActivityPubを使用するので、ユーザーはマストドン、PeerTube、Friendicaなどの同じプロトコルを使用する他のソーシャルネットワークとやり取りができる。PixelfedやActivityPubを使用する他のプラットフォームはFediverseの一部とみなされている。
マストドンと同様に、Pixelfedはコンテンツ操作アルゴリズムを使用せずに時系列タイムラインを実装してる。また、サードパーティ解析や追跡を行わないなどプライバシーに重点を置くことを目指してる。Pixelfedは各サーバのハッシュタグ、ジオタグ、いいね!に基づいて写真を整理することもできる。また、Pixelfedは投稿ごとにフォロワー限定、公開、Unlistedの3つの方法で投稿の公開範囲を指定できる。他のいくつかのソーシャルプラットフォームと同様に、Pixelfedはアカウントのフォローを承認制にすることができ、フォローリクエストを承認するかでフォロワーによるフォローを許可するか否かを決定できる。

## 機能
PixelfedにはInstagramと似た写真共有機能があり、Instagramの「倫理的」な代替とみなされることもある。ユーザーは接続したPixelfedインスタンスの形式で独立した分散型かつ連合型の写真コミュニティを介して写真、ストーリー、コレクションを投稿できる。ユーザーと同じPixelfedインスタンスの投稿はローカルフィードに表示され、他のFediverseインスタンスからの投稿はグローバルフィードに表示される。ホームフィードにはフォローしているユーザーの投稿が表示される。発見ページにはユーザーが興味を持ちそうな画像が表示される。
各投稿には最大で10枚の写真か動画を添付できる。Pixelfedには発見フィードやコンテンツ警告の強調などマストドンと同じ機能もいくつかある。
AndroidとiOS向けの公式アプリがリリースされている。

## セキュリティ
PixelfedはTOTPモバイルアプリを介した多要素認証をサポートしている。

## 反応
NLnetは2020年にPixelfedのツールと機能によってInstagramの「より魅力的な（そして倫理的な）代替手段」になると主張した。
2022年12月、John VoorheesはiOSでのPixelfedの使用についての詳細なレビューを書き、「PixelfedはActivityPubプロトコルを採用したInstagramの分散型バージョンのようなものだ」と述べた。
2023年2月、Facebook、Twitter、Instagramを離れてFediverseに移行すべきかについての詳細なレビューの中で、InfoWorldのコラムニストのAndrew C. Oliverは「マストドンとPixelfedは非分散型の同様のものよりも安全に感じる」と書き、PixelfedはInstagramに対するFediverseの答えだと述べた。Oliverは「Pixelfediverse」は初期段階であり、コンテンツはよりまばらであるが、より興味深いか、少なくとも操作的ではないとも述べた。LifewireのCharlie SorrelはPixelfedはマストドンの柔軟性を示しており、ActivityPubによってTwitterよりも遥かに優れている可能化があると述べた。
Pixelfedの使用については書籍や会議の議事録で議論されている。